# Крысаны
Крысаны — деревня в Арбажском районе Кировской области. 

## География
Находится на расстоянии примерно 25 километров по прямой на север от районного центра поселка Арбаж.

## История
Известна с  1873 года как деревня Крысановская, в которой учтено дворов 14 и жителей 106, в 1905 (починок над речкой Криушей или Крысановский ) 19 и 125, в 1926 (уже деревня Крысаны) 23 и 120, в 1950 23 и 108. В 1989 году проживал 21 человек. До января 2021 года входила в состав Корминского сельского поселения до его упразднения.

## Население
Постоянное население составляло 10 человек (русские 100%) в 2002 году, 2 в 2010.